# Shanghalla
Shanghalla è un pianeta nano immaginario nell'Universo DC del XXX secolo. Il suo nome sembra essere la fusione di Shangri-La e Valhalla.
Shanhalla è un planetoide memoriale per i più grandi eroi della galassia. Gli ex membri deceduti della Legione dei Super-Eroi sono sepolti lì al fianco dei più grandi eroi della galassia. La Legione possiede un alto tasso di mortalità, specialmente in confronto agli altri fumetti dell'epoca.

## Lista pre-Ora Zerodegli eroi commemorati
Tra gli eroi sepolti su Shanghalla vi sono:
- Ferro Lad - Morì salvando la galassia dal Mangiatore di Soli. Il suo funerale fu la prima comparsa di Shanghalla.
- Lyle Norg - Stritolato fino alla morte dalla mani di Validus.
- Chemical King - Ricevette una dose letale di radiazioni nel tentativo di evitare che un enorme dispositivo nucleare iniziasse una nuova Guerra Mondiale.
- Karate Kid - Morì nella battaglia contro Nemesis Kid.
- Superboy - (il Superboy dell'universo in miniatura pre-Ora Zero) - Morì fermando Time Trapper dal distruggere Smallville.
- Magnetic Kid - Si sacrificò per aprire il sigillo dell'Arcimago su Zerox.
- Blok - Assassinato da Roxxas.
- Laurel Gand - Morì a causa delle gravissime ustioni di una massiccia bomba Khundiana, salvando il Mondo Weber.
- Triplicate Girl - Uno dei suoi tre corpi fu ucciso da Computo in Adventure Comics n. 340.

In più, Lightning Lad fu sepolto qui per un certo periodo di tempo, dopo essere stato apparentemente ucciso da Zaryan il Conquistatore, ma fu più tardi resuscitato dal sacrificio di Proty (o rimpiazzato da Proty, secondo Legion vol. 4).

## Lista post-Ora Zerodegli eroi commemorati
Gli eroi commemorati dopo gli eventi di Ora Zero comprendevano:
- Kid Quantum - Morto quando la sua cintura ebbe un malfunzionamento.
- Colossal Boy - Morì combattendo Dr. Regulus.

## Altri eroi noti commemorati
Non solo i Legionari furono seppelliti su Shanghalla; altri grandi eroi da tutta la galassia vi furono interrati. La maggior parte di questi erano solo nomi sulle lapidi inseriti nei pannelli dagli artisti del fumetto, ma occasionalmente venivano menzionati qui e là. Nessuno di questi fu mai visto in azione.
- Leeta-87 - eroe tragico, sconfisse numerosi criminali ma morì quando finì sulla buccia di un frutto simile alla banana. Questo "scherzo" fu riportato in Legion Annual vol. 4 n. 1 quando Ultra Boy scoprì la sua abilità di attore recitando una tragedia basata sulla sua vita.
- Braino di Mrynah - Tutto ciò che si sa di lui è ciò che è scritto sulla sua tomba, e cioè che era "l'essere più nobile di tutti i tempi". Nel vol. 4 di Legion, Matter-Eater Lad fece indossare a Polar Boy un costume simile a quello di Braino.
- Hate Face - Volto di diavolo, animo d'angelo.
- Mog Yagor di Vasmeer - Ucciso da una "bestia spaziale".
- Nimbok di Vaalor - Tradito ed ucciso da uno stregone che si fingeva suo amico.
- Beast Boy di Lallor - Da non confondere con Beast Boy dei Teen Titans. Morì investito da uno dei suoi animali nel tentativo di salvare una ragazzina.

## Altri riferimenti
Il nome "Shanghalla" divenne parte del lessico, per esempio, quando affrontando il Legionario Impulse (Kent Shakespeare), Il Persuasore disse "Porta i miei saluti a Shanghalla" come modo di dire per sottintendere che stava per ucciderlo.